# Кумровец
Кумровец е село на около 50 километра северно от Загреб в Крапинско-загорска жупания, на територията на Република Хърватия. Населението му е 267 души (по преброяване от март 2011 г.).
Селото е разположено на самата словенско-хърватска граница и е известно главно като родно място на комунистическия диктатор от хърватски произход на Социалистическа федеративна република Югославия Йосип Броз Тито.